# Điện Tông tòa
Điện Tông tòa (hay còn gọi là Dinh Tông tòa, Phủ Giáo hoàng) là nơi ở chính thức của Giáo hoàng, tọa lạc tại Thành Vatican. Điện Tông Tòa bao gồm một loạt các công trình kiến trúc như các căn hộ giáo hoàng, văn phòng của Giáo hội Công giáo và Tòa Thánh, các nhà nguyện, Bảo tàng Vatican và Thư viện Vatican, trong đó có Nhà nguyện Sistina và Dãy phòng Raffaello.
Cấu trúc như hiện nay của tòa dinh thự này bắt đầu được xây dựng vào ngày 30 tháng 4 năm 1589. Do đó công trình còn được gọi là Cung điện Sixtus V vinh danh Giáo hoàng Sixtus V.

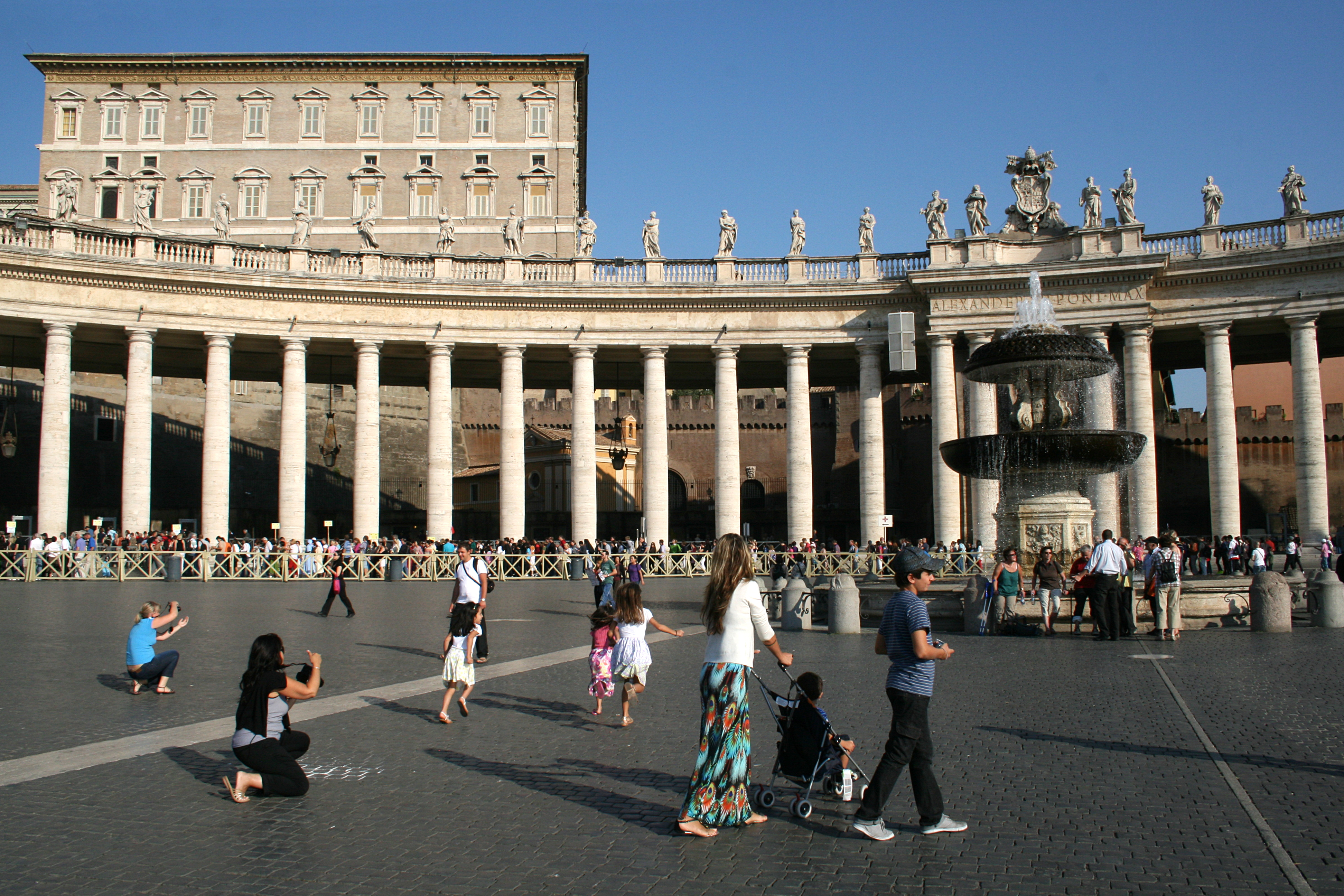